# Milan Zelenika
Milan Zelenika, bosansko-hercegovski general, * 6. junij 1885, † 8. december 1969.

## Življenjepis
Končal je Terezijansko vojaško akademijo in dunajsko Vojno šolo. Po prvi svetovni vojni je pristopil k Jugoslaviji.
Med aprilsko vojno je bil brigadni general in načelnik štaba 3. armade; v spopadih je bil ranjen in ujet. V vojnem ujetništvu je ostal vse do konca vojna, pri čemer je deloval v okviru Antifašističnega sveta.
Junija 1945 se je vrnil v Jugoslavijo in postal načelnik Vojaškozgodovinskega inštituta.